# Ellis Island

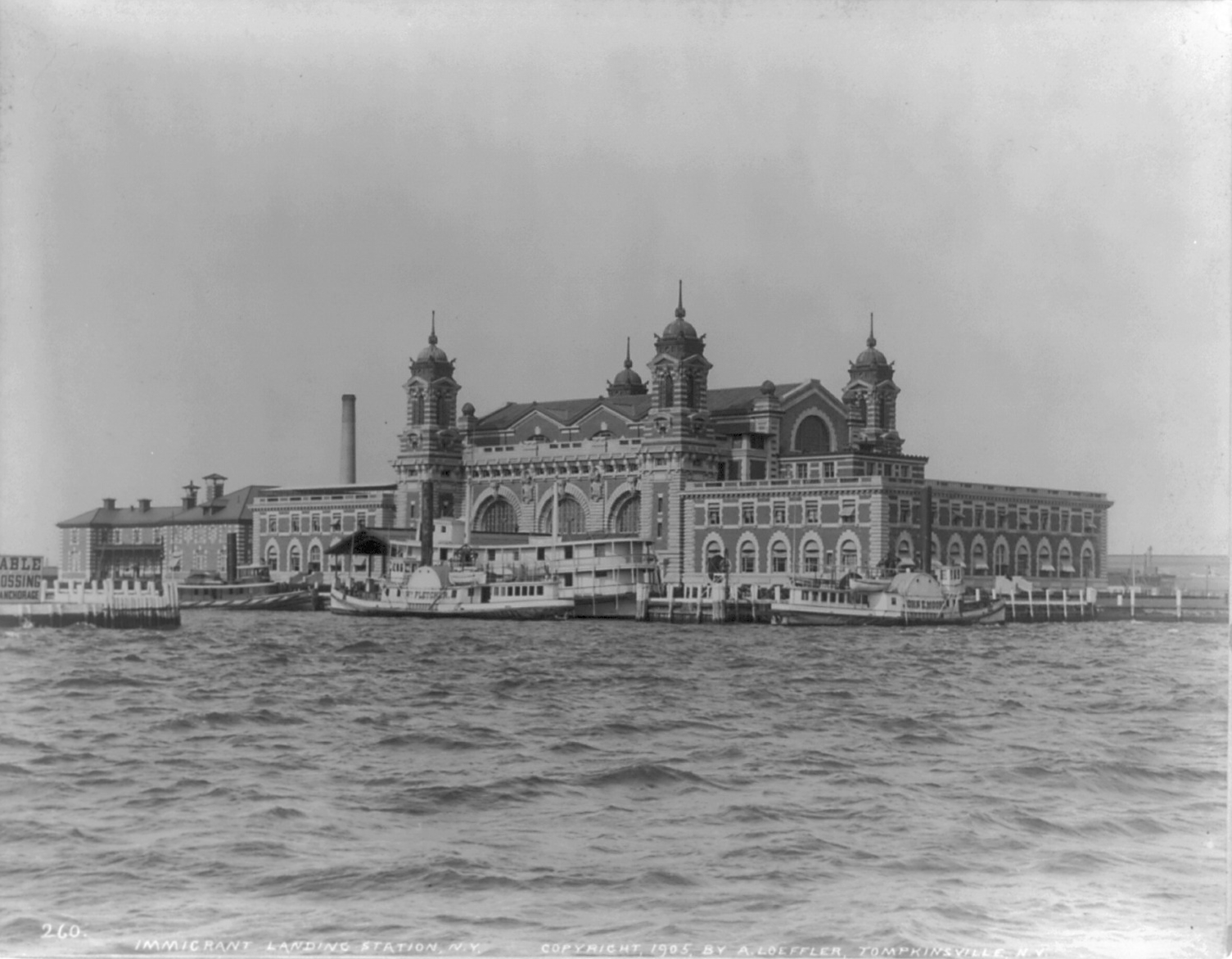
Budynki centrum imigracyjnego w 1905 r.

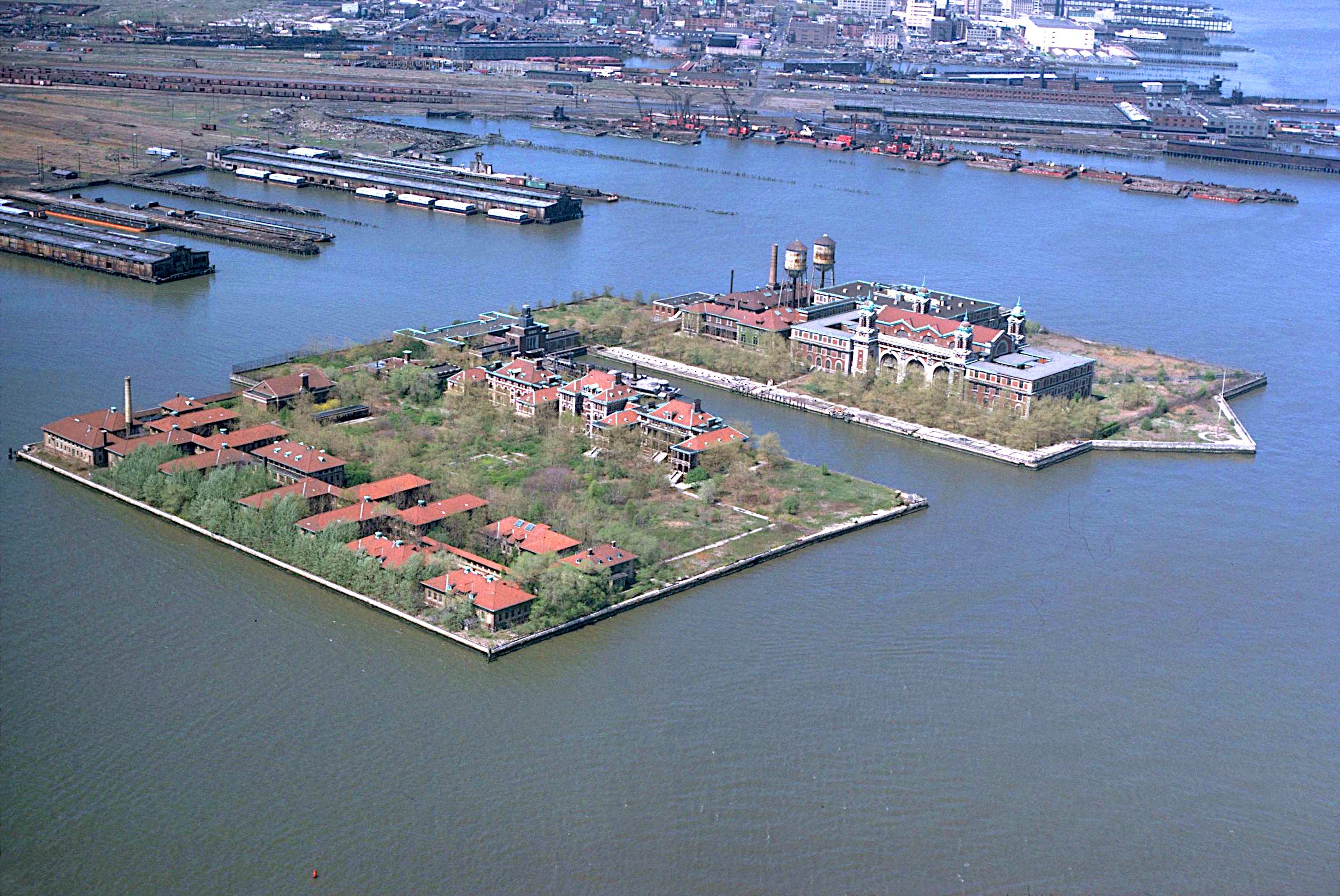
Ellis Island przed 1990 r.

Ellis Island na mapie Nowego Jorku

Ellis Island – wyspa o powierzchni 11,1 ha położona w porcie miasta Nowy Jork, niedaleko wyspy Manhattan, w Stanach Zjednoczonych, administracyjnie należąca w większej części do stanu New Jersey (w granicach miasta Jersey City), częściowo zaś do Nowego Jorku.

## Historia
W latach 1892–1924 na wyspie działało główne centrum przyjmowania imigrantów do Stanów Zjednoczonych, przybywających z Europy na wschodnie wybrzeże (podobna stacja na zachodnim wybrzeżu znajdowała się na wyspie Angel nieopodal San Francisco). Przez cały okres jej działania, do chwili ostatecznego zamknięcia w 1954 roku, stacja przyjęła około 12 milionów imigrantów.
Po przybyciu na wyspę imigranci byli przesłuchiwani przez urzędników i badani przez lekarzy. W większości przypadków była to szybka procedura i imigranci spędzali na wyspie tylko kilka godzin przed przewiezieniem na stały ląd i rozpoczęciem życia w nowym kraju. Niektórzy jednak musieli spędzać tygodnie lub miesiące w szpitalach na wyspie, przechodząc badania lub leczenie. Około 3 tys. z nich umarło na wyspie w całej jej historii. Tylko około 2 procent osób przechodzących przez stację nie otrzymało zgody na osiedlenie się w USA i musiało wrócić do Europy, głównie z powodu kłopotów zdrowotnych, chorób psychicznych lub kryminalnej przeszłości.
We wczesnych latach dwudziestych Stany Zjednoczone drastycznie ograniczyły liczbę przyjmowanych imigrantów. Ponadto Stany Zjednoczone, stając się światową potęgą po I wojnie światowej, otworzyły sieć ambasad na całym świecie, gdzie potencjalni imigranci mogli ubiegać się o wizy, eliminując potrzebę badania imigrantów w momencie ich przybycia.
W 1924 roku wyspa Ellis przestała być głównym punktem wjazdowym. Tę rolę przejęły inne placówki, a sama wyspa stała się punktem przetrzymywania uchodźców lub osób uznawanych za potencjalnych „wrogich cudzoziemców” (ang. enemy aliens), głównie Niemców, Włochów i Japończyków podczas wojny. Po zamknięciu w 1954 roku opuszczone budynki stacji popadły w ruinę. Wyspa nie miała stałych mieszkańców i połączenia ze stałym lądem. Co więcej, przez wiele lat toczyły się spory między stanami Nowy Jork i New Jersey o jurysdykcję. Zdawano sobie jednak sprawę, jak ważnym zabytkiem była wyspa i w 1965 roku włączono ją do listy Pomników Narodowych (National Monuments).
W 1990 roku na wyspie otwarto muzeum i została ona objęta opieką National Park Service. Dostęp do wyspy zapewniają dwa połączenia promowe: z Manhattanu i Jersey City.
Wyspie Ellis poświęcona jest książka Wyspa klucz, autorstwa Małgorzaty Szejnert, wydana w 2009 roku.